# Національна спілка кінокритиків США
Національна спілка кінокритиків США (англ. The National Society of Film Critics, скор. NSFC) — організація кінокритики. Спілка відома своїм витонченим смаком, а її щорічні нагороди є одним з найпрестижніших в Сполучених Штатах. Станом на січень 2014 року Національна спілка кінокритиків має приблизно 60 членів, які пишуть для різних щотижневих й щоденних газет, а також великих видань та засобів масової інформації.

## Щорічні кінонагороди
- Категорії:
  - Найкращий фільм
  - Найкращий режисер
  - Найкращий актор
  - Найкраща акторка
  - Найкращий актор другого плану
  - Найкраща акторка другого плану
  - Найкращий сценарій
  - Найкраща операторська робота
  - Найкращий фільм іноземною мовою
  - Найкращий документальний фільм